# Oligoclada abbreviata
Die Oligoclada abbreviata ist eine der 24 Libellenarten der Gattung Oligoclada aus der Unterfamilie Brachydiplacinae. Die Art ist entlang des Amazonas und seiner Nebenflüsse verbreitet. Aber auch nördlich von Guayana ist sie heimisch. Erstmals beschrieben wurde die Art im Jahr 1842 von Jules Pierre Rambur anhand eines Tieres aus Cayenne in Französisch-Guayana.

## Bau der Imago
Der Hinterleib (Abdomen) misst bei Oligoclada abbreviata-Männchen zwischen 16,7 und 18,5 Millimetern. Bei den Weibchen schwankt er in der Länge mit 15,1 bis 16,6 Millimetern etwas weniger und ist auch minimal kürzer. Das Abdomen ist bei den Weibchen rötlich braun. Ab dem sechsten Segment färben sich die Seiten zunehmend schwarz. Ab dem neunten Segment sind sie vollständig schwarz. Die Hinterleibsanhänge sind bei den Weibchen schwarz. Es besitzt also dieselbe Färbung wie jenes von Oligoclada walkeri.
Während der Thorax bei den Männchen metallisch blau gefärbt und leicht staubig überzogen ist, ist er bei den Weibchen metallisch dunkelbraun bis schwarz. Auf dem Thorax der Weibchen finden sich zusätzlich drei gelbliche Streifen.
Die durchsichtigen Hinterflügel messen bei den Männchen zwischen 21,0 und 23,0 Millimetern. Die Hinterflügel der Weibchen sind mit 22,1 bis 22,6 Millimetern ungefähr genauso groß. An der Basis findet sich ein kleiner dunkler Fleck. Das Flügelmal (Pterostigma) erreicht 1,9 bis 2,3 Millimeter bei den Männchen und 2,0 bis 2,3 Millimeter bei den Weibchen. Die Anzahl der Antenodaladern liegt beim Vorderflügel bei neuneinhalb bis elfeinhalb, beim Hinterflügel bei sechs bis achteinhalb. Dabei ist die letzte Antenodalader im Vorderflügel unvollständig, reicht also nicht von der Costalader bis zur Radiusader. Postnodaladern existieren acht bis zwölf beziehungsweise acht bis 13.

## Weblink
- Oligoclada abbreviata in der Roten Liste gefährdeter Arten der IUCN 2013.2. Eingestellt von: von Ellenrieder, N., 2007. Abgerufen am 3. März  2014.